# Alcestis męża od śmierci zastąpiła

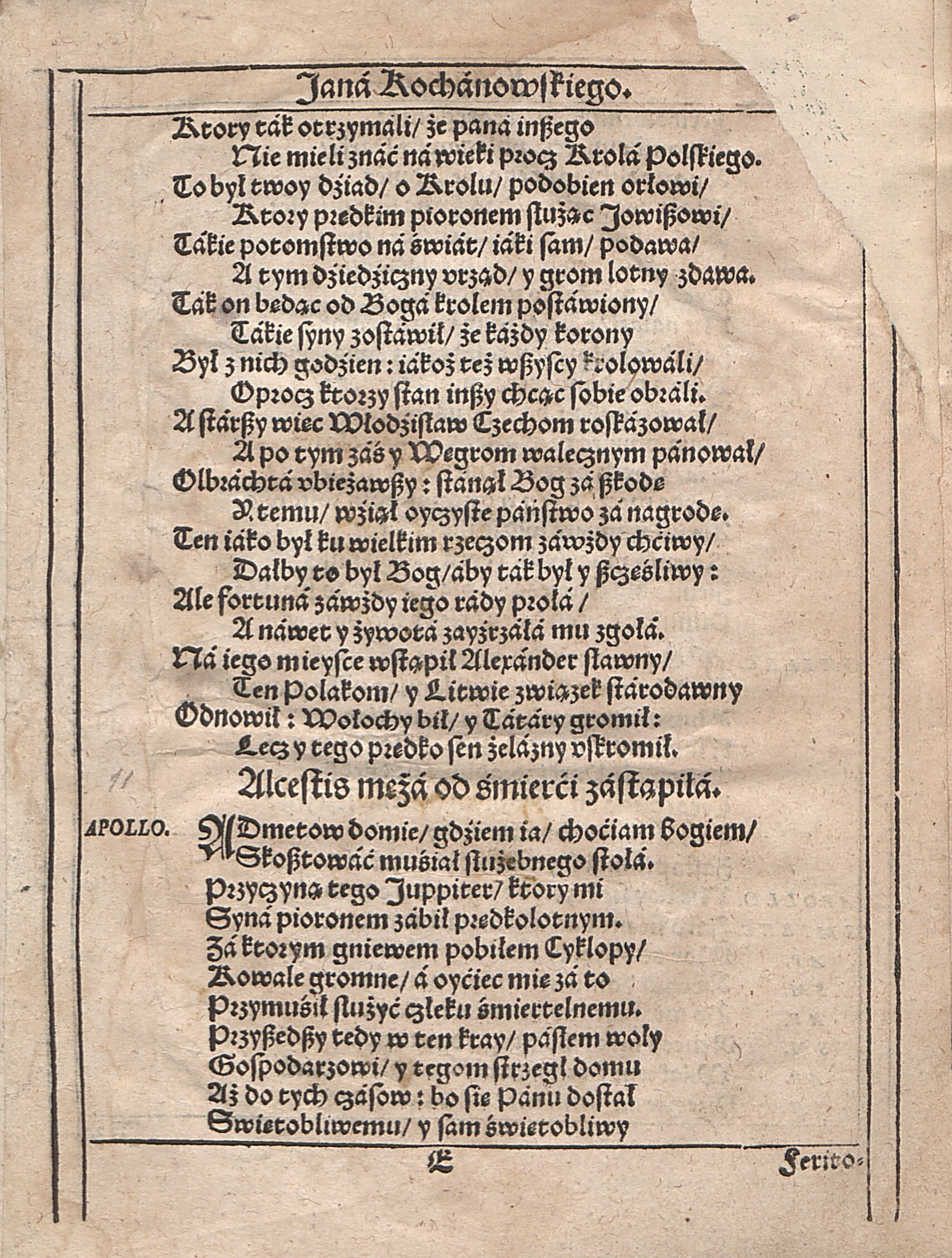
Alcestis męża od śmierci zastąpiła - fragment (wyd .1617)

Alcestis męża od śmierci zastąpiła – utwór Jana Kochanowskiego, stanowiący przekład fragmentu Alkestis Eurypidesa. Powstał albo w czasie studiów poety, albo w latach 60. XVI w., i stanowił przygotowanie do jego własnej twórczości dramatycznej. Tytułowa bohaterka utworu, jako kobiecy wzór osobowy, reprezentujący oddaną i zdolną do poświęceń miłość małżeńską, poprzedzała też tematycznie stworzony przez Kochanowskiego zbiór wizerunków szlachetnych kobiet pt. Wzór pań mężnych. 
Przekład napisany jest jedenastozgłoskowcem (5+6), nawiązującym do formy wersowej popularnej w dramatach pisanych w Italii. Utwór napisany został wierszem białym (dopiero wchodzącym do ówczesnej literatury polskiej, zawierał liczne przerzutnie (utwór ten jest jednym z najbardziej obfitujących w przerzutnie w twórczości Kochanowskiego), występowała w nim też (wersy 38–63) stychomytia – dialog składający się ze zdecydowanych, jednowersowych wypowiedzi postaci. 
Tłumaczenie zostało opublikowane po raz pierwszy dopiero po śmierci poety – w 1590 r. w zbiorze Fragmenta albo pozostałe pisma nakładem drukarni Jana Januszowskiego.